# Desa Pantaibahagia
Desa Pantaibahagia är en administrativ by i Indonesien.   Den ligger i provinsen Jawa Barat, i den västra delen av landet, 40 km nordost om huvudstaden Jakarta.